# Polina Miller (gymnastique)
Pour les articles homonymes, voir Polina Miller et Miller.
Polina Sergueïevna Miller (née le 23 novembre 1988 à Léningrad) est une gymnaste artistique russe.  

## Palmarès

### Championnats du monde
- Aarhus 2006
  -  médaille de bronze au concours général par équipe
- Melbourne 2005
  - 6e aux barres asymétriques
- Anaheim 2003
  - 6e au concours général par équipe

### Championnats d'Europe
- Volos 2006
  -  médaille de bronze au concours général par équipe
- Amsterdam 2004
  -  médaille de bronze au concours général par équipe